# 维济勒集会
维济勒集会（法語：Assemblée de Vizille）是不同政治力量代表在格勒诺布尔召开的会议。它召开于1788年7月21日。会议的目的是为了讨论砖瓦之日这一事件。它是法国大革命前夕的一次政治抗争。

## 砖瓦之日

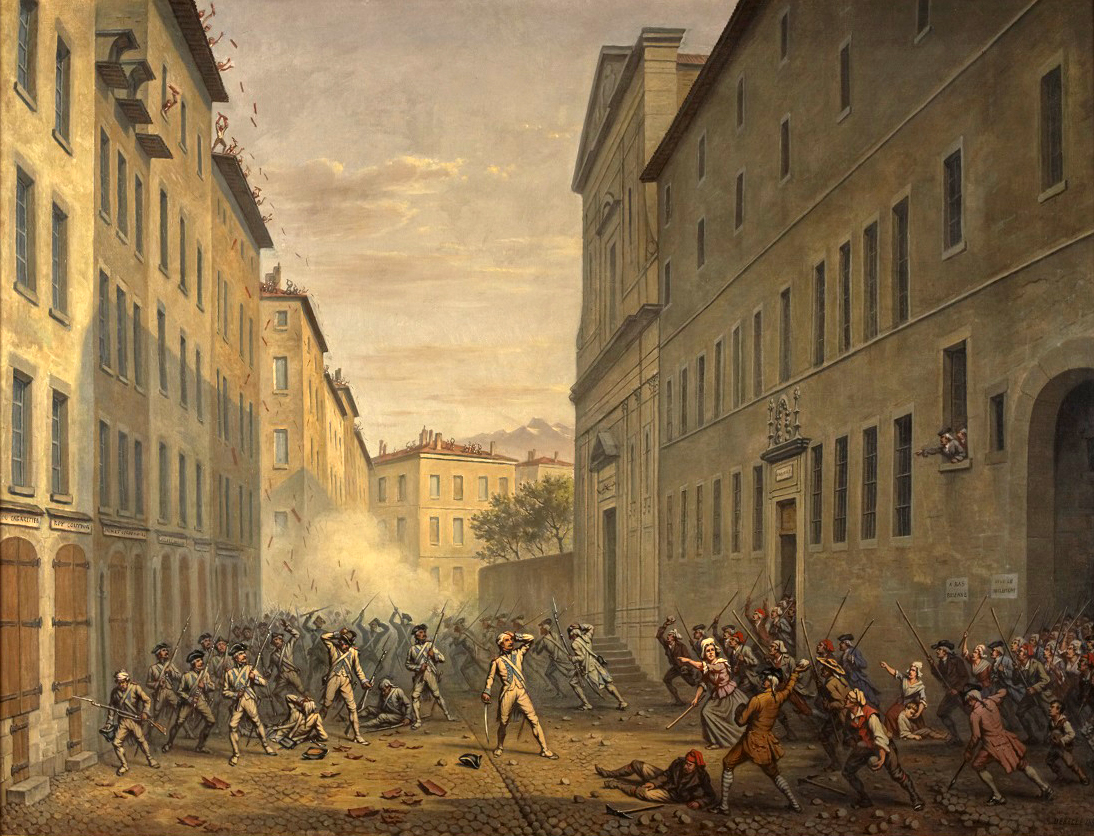
砖瓦之日，亚历山大·迪贝尔所作

1788年6月7日，骚乱在格勒诺布尔爆发。派去镇压骚乱的士兵强迫市民离开道路。有些资料显示士兵被派去阻止议员重开三级会议。然而市民却爬上了耶稣会学院周围的建筑，用屋顶上的砖瓦狠狠地投向那些士兵,这便是砖瓦之日的由来。于是在大革命中的第一场政治冲突中，王家士兵被驱逐到了城外。

## 集会
军队指挥官发现局势如此堪忧以至于他不得不同意召开会议，但仍不同意在首府格勒诺布尔召开。会议因此被安排于1788年7月21日，在维济勒附近的村庄召开。这次会议也就被人称作维济勒集会。7月21日，地方名流（主要是资产阶级和很多律师）组织了维济勒集会，到场的有50位教士，165 位贵族，和276位第三等级代表。会议由一位温和改革派律师让-约瑟夫·穆尼耶主持，要求重新召开三级会议。保证地方有权拒绝交纳任何没有被三级会议允许征收的税。呼吁废除国王通过发布逮捕密令的方式随意逮捕公民。
这不仅仅是三个等级的意见，还要包括产业界代表的意见。在日益增长的支持下，对独裁君主政体的反对不断上升，这种情绪在1789年的三级会议到达了极点。这也就刚好是法国大革命的开始。

## 脚注
1. ↑  La «Journée des tuiles» à Grenoble （页面存档备份，存于）, Herodote.net （页面存档备份，存于）
2. ↑  From Failed Reforms to Revolutionary Crisis[永久], A Short History of the French Revolution, Jeremy D. Popkin, Prentice-Hall, 2005年7月14日
3. ↑  Grenoble 的存檔，存档日期2007-08-24.